# Ioannis Bourousis
Ioannis Bourousis (griechisch Ιωάννης Μπουρούσης; * 17. November 1983 in Karditsa, Griechenland) ist ein griechischer Basketballspieler.

## Karriere
Ioannis Bourousis wurde in Karditsa in Thessalien geboren. Ab 1998 spielte er im Basketballverein seiner Heimatstadt GC Karditsa (3. Division). Im Jahr 2000 wechselte er zum Erstligisten AEK Athen. 2001 gewann er mit seiner Mannschaft die griechische Meisterschaft. 2006 wechselte Bourousis schließlich zu Olympiakos Piräus. Über Italien führte ihn sein Weg nach Spanien. Zur Saison 2015/16 nahm Borousis zum 14. Mal in Folge an der EuroLeague teil. Ohnehin erlebte Bourousis mit Laboral Kutxa eine seiner stärksten Spielzeiten. In der spanischen Liga wurde der Grieche fünfmal zum Spieler der Woche und zweimal zum Spieler des Monats ausgezeichnet. Zum Ende der Hauptrunde in die Best Five sowie zum wertvollsten Spieler der Saison gewählt. Auch in der Euroleague wurde er im Monat März zum Spieler des Monats gekürt und folgend ins All-Euroleague First Team berufen. Seinen Verein führte er in den Final-Four-Wettbewerb der Euroleague und traf dort am 13. Mai 2016 im zweiten Halbfinale auf Fenerbahçe Ülker. Allerdings reichten die 22 Punkte und 10 Rebounds des Center im Spiel nicht aus, um eine Niederlage in der Verlängerung zu verhindern, die Kostas Sloukas für Fenerbahçe kurz vor Ende der regulären Spielzeit mit seinem Ausgleichstreffer erzwungen hatte. Auch im kleinen Finale hatte Laboral dann das Nachsehen und unterlag dem von Giorgos Bartzokas trainierten Lokomotive Kuban mit 75:85 Punkten. Damit beendete das spanische Team seine Euroleaguesaison auf dem vierten Rang mit einem Bourousis, der es auf durchschnittlich 14,5 Punkte je Spiel brachte.
Der von vielen Vereinen umworbene Center hatte sich im Sommer 2016 dazu entschieden, zurück in die griechische Liga zu wechseln. Dabei hatte er, wie bereits in der Vergangenheit, abermals Angebote aus der NBA ausgeschlagen. Mitte Juli 2016 wurde dann sein Wechsel zu Panathinaikos Athen bestätigt, bei dem er für die folgenden zwei Jahre unterschrieben hatte. Mit diesem holte er das Double bestehend aus Meisterschaft und Pokalerfolg, jedoch ließ er folgend seinen Vertrag wieder auflösen, um in die chinesische Liga wechseln zu können. Mit den Zhejiang Guangsha Lions belegte der Center zum Abschluss der Saison 2017/18 den zweiten Rang, nach dem die Lions, im Finale der Playoffs um die chinesische Meisterschaft, den Liaoning Flying Leopards mit 0:4 Spielen unterlegen waren.

## Nationalmannschaft

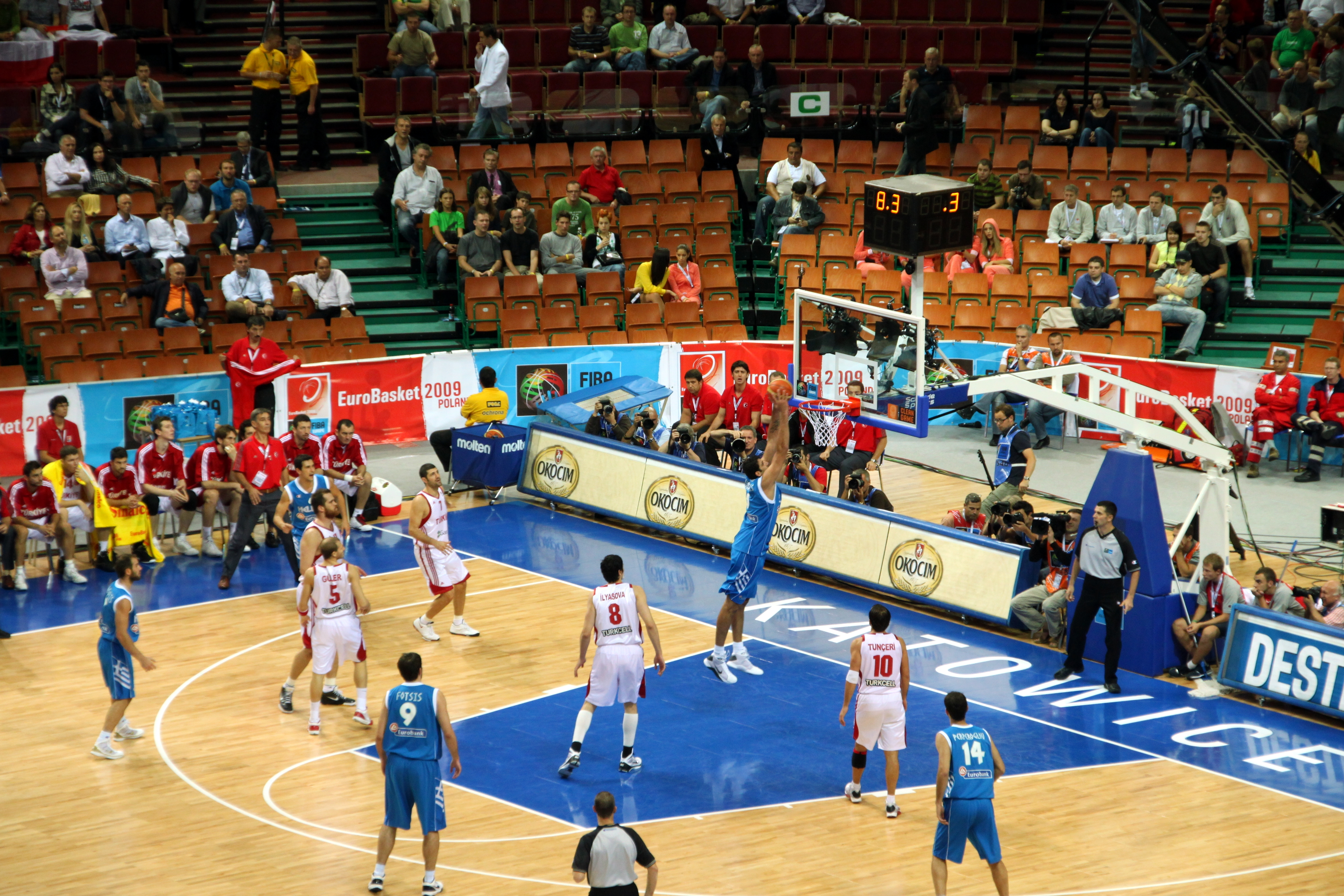
Bourousis mit einem Dunk gegen die Türkei (EM 2009)

2005 debütierte Bourousis in der griechischen Basketballnationalmannschaft und nahm an der Europameisterschaft in Serbien teil. Dort erreichte er mit seiner Mannschaft die Goldmedaille und schlug u. a. im Finale Deutschland mit 78:62. Bei der Basketball-Europameisterschaft 2009 erreichte der mittlerweile zum Stammspieler aufgestiegene Bourousis den dritten Platz und Bronzemedaille.

## Titel
- Griechischer Meister: 2002, 2017
- Spanischer Meister: 2015
- Griechischer Pokalsieger: 2010, 2011, 2017
- Spanischer Pokalsieger: 2014, 2015
- Spanischer Supercup: 2013, 2014
- EuroLeague-Sieger: 2015
- Europameister: 2005
- Bronzemedaille bei der Europameisterschaft: 2009
- U-20-Europameister: 2002

## Auszeichnungen
- Teilnahme A1 All Star Game: (2006, 2007, 2008, 2009, 2010, 2011)
- A1 All Star Game MVP: (2009)
- A1 Best Five Team: (2008, 2009, 2011)
- MVP der spanischen Meisterschaft: (2016)
- Liga ACB All-ACB Team: (2016)
- All-Euroleague First Team: (2009, 2016)